# فترة إمبرية متأخرة
الأمبرية المتأخرة (بالإنجليزية: Late Imbrian)‏ هي جزء من الخط الزمني الجيولوجي للقمر امتد 3,800 مليون سنة إلى 3,200 مليون سنة ماضية. وهي الفترة التي ذاب فيها الوشاح أسفل أحواض القمر جزئيًا وامتلأت بالبازلت. يُعتقد أن الذوبان حدث بسبب تأثيرات الفترة الأمبرية المبكرة التي أدت إلى ترقيق الصخور التي كانت فوقها - إما عن طريق ارتفاع الوشاح بسبب انخفاض الضغط عليه، أو جلب المواد المنصهرة أقرب إلى السطح، أو ذوبان الجزء العلوي مع تدفق الحرارة إلى الأعلى عبر الوشاح بسبب انخفاض العزل الحراري فوقه. تأتي غالبية عينات القمر التي عادت إلى الأرض للدراسة من هذا العصر.